# 張承憲
張承憲（1504年—1570年），字監先，號白灘，直隸松江府華亭縣人，明朝政治人物。曾出使朝鮮。

## 生平
嘉靖十年（1531年）辛卯科應天鄉試第八名舉人，二十三年（1544年）甲辰科三甲第九名進士。授行人司行人，二十四年（1545年）賜一品服，出使朝鮮，拒絕朝鮮明宗饋贈，兩度出使宗室藩國，一無所受。二十九年（1550年）九月升南京吏科給事中，丁父憂。服闋，三十六年（1557年）八月起為北京吏科右給事中，致仕歸里。隆慶四年（1570年）卒，墓在天馬山東南之平原。徐階撰墓誌銘。

## 著作
工書法，善行、草、小楷。著有《端諒堂集》。

## 家族
曾祖張瑄，贈監察御史；伯祖父張縉，山東按察司副使；祖父張紳；父張應祥，字子善，號竹村，卒年七十九歲。母胡氏。具慶下。兄張承宗。